# Germán Carty
Luis Germán del Carmen Carty Monserrate (San Vicente de Cañete, 16 de julho de 1968) é um futebolista peruano.

## Carreira
Sua carreira está muito ligada ao Sport Boys. Iniciou a carreira profissional em 1988, no Coronel Bolognesi. Jogou também por Hijos de Yurimaguas, Universitario, Atlante, Irapuato, Blooming, Estud. de Medicina, Cienciano, Alianza Lima, Chalatenango, Unión Huaral, Total Clean (ou Total Chalaco) e Sport Áncash. Retornou ao Sport Boys em 2009, mas não teve uma sequência de jogos.

## Seleção
El Avestruz, como é conhecido, também defendeu a Seleção Peruana entre 1993 e 2004, abandonando após não ser convocado para a Copa América de 2004. Disputou duas edições do torneio, em 1993 e 1995.